# Gaultheria akaensis
Gaultheria akaensis là một loài thực vật có hoa trong họ Thạch nam. Loài này được S.Panda & Sanjappa mô tả khoa học đầu tiên năm 2006.